# Cynddylan
Cynddylan ap Cyndrwyn is een heldenfiguur uit Welshe verhalen. Hij was vermoedelijk prins of koning van Powys. Zijn aanwezigheid op de slag bij Maserfeld (642) geeft de mogelijkheid om hem te dateren op de eerste helft van de 7e eeuw. Hij schijnt een bondgenoot te zijn geweest van koning Penda van Mercia. Een saga die vertelt over zijn verdediging van de grens aan de Tern in Shropshire is vermoedelijk niet historisch.